# NAOKO VS AKU YU
『NAOKO VS AKU YU』（ナオコ・バーサス・アクユウ）は、研ナオコの7枚目のオリジナルアルバム。
1979年6月21日発売。販売・発売元はキャニオン・レコード。レコード番号C25A-0032。

## 解説
帯コピー：ナオコの秘められた多彩な個性が、今　阿久悠の世界に触れ、また一つ鮮烈なドラマとして浮かびあがる
タイトルの通り阿久悠作品集で、前アルバム「NAOKO VS MIYUKI/研ナオコ、中島みゆきを唄う」に準じて名づけられた。シングル「口紅をふきとれ」「陽は昇り 陽は沈み」を含め全12曲。
アルバム本体としては未CD化だが、ベスト盤である『研ナオコ シングルA面コンプリート』、『研ナオコ シングルB面コンプリート』、『研ナオコ カバー作品コレクション』にて個別にCD化された。

## 収録曲
全作詞：阿久悠
side-A
1. ざんげの値打ちもない
  - 作曲：村井邦彦
  - 北原ミレイのカバー。
2. さだめのように川は流れる
  - 作曲:彩木雅夫
  - 杏真理子のカバー。
3. 別れの旅
  - 作曲：猪俣公章
  - 藤圭子のカバー。
4. たそがれマイラブ
  - 作曲：筒美京平
  - 大橋純子のカバー。
5. 北の宿から
  - 作曲：小林亜星
  - 都はるみのカバー。
6. 街の灯り
  - 作曲：浜圭介
  - 堺正章のカバー。

side-B
1. 陽は昇り 陽は沈み
  - 作曲：三木たかし
  - 20thシングル。
2. あざやかな場面
  - 作曲：三木たかし
  - 岩崎宏美のカバー。
3. 白いサンゴ礁
  - 作曲：村井邦彦
  - ズー・ニー・ヴーのカバー。
4. グッバイ
  - 作曲：加藤和彦
  - 20thシングル「陽は昇り 陽は沈み」のB面曲。
5. 口紅（ルージュ）をふきとれ
  - 作曲：都倉俊一
  - 19thシングル。
6. 愛の喝采
  - 作曲：都倉俊一
  - 19thシングル「口紅をふきとれ」のB面曲。